# KZ Hessental
Das Konzentrationslager Hessental in Schwäbisch Hall-Hessental (Württemberg) war ein vom Sommer 1944 bis April 1945 bestehendes Außenlager des KZ Natzweiler-Struthof im Elsass.
Das Lager Hessental wurde im Sommer 1944 in einem ehemaligen Barackenlager des Reichsarbeitsdiensts am Bahnhof Hessental eingerichtet. Die erste Belegung mit 600 Häftlingen erfolgte am 14. Oktober 1944. Nach zwei weiteren Transporten waren bis Dezember dort 800 Häftlinge untergebracht.

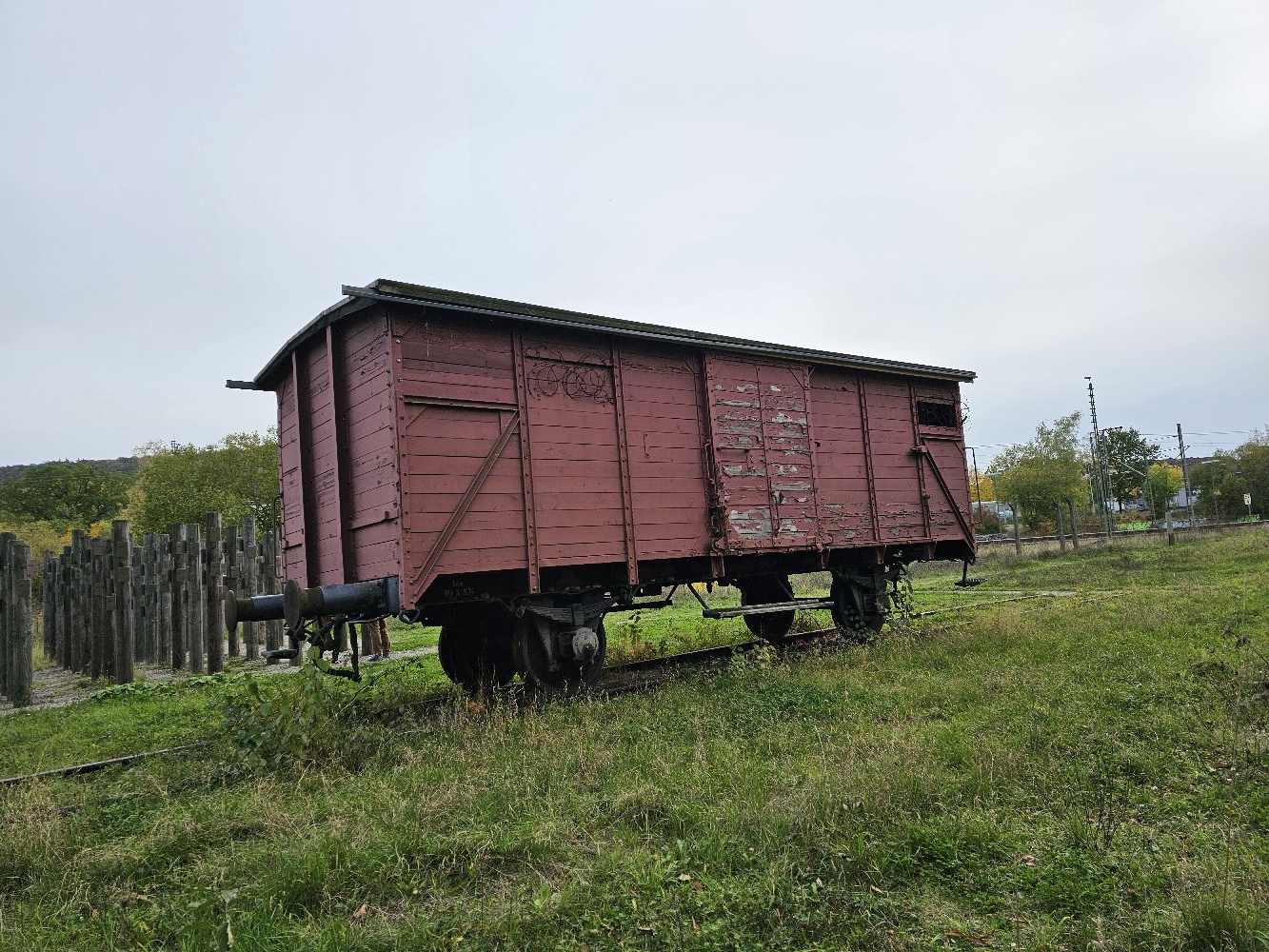
Eisenbahnwagon in der KZ - Gedenkstätte Hessental

Es handelte sich meist um polnische Juden aus dem Raum Radom, die bei der Selektion an der Rampe des Vernichtungslagers Auschwitz für „arbeitsfähig“ erklärt und zunächst in das KZ Vaihingen/Enz gebracht worden waren. Geleitet wurde das Lager durch den SS-Hauptscharführer August Walling, dem sechs SS-Männer und einige Angehörige der Organisation Todt unterstanden. Als Wachmannschaften für Arbeitskommandos außerhalb des Lagers dienten Luftwaffensoldaten.
Zum Einsatz kamen die Häftlinge vor allem auf dem Luftwaffen-Fliegerhorst Hessental, auf dem sie Bombenschäden beseitigten und Instandsetzungsarbeiten leisten mussten. Hinzu kamen Arbeitskommandos bei Gleisarbeiten, im Wald, in Steinbrüchen, bei Gewerbebetrieben, Landwirten und bei der Stadt Schwäbisch Hall.
Aufgrund der systematischen Unterernährung und der hygienischen Missstände waren Krankheiten und Seuchen alltäglich. Viele Häftlinge litten an Mangelkrankheiten wie Ruhr, im Februar 1945 brach eine Typhusepidemie aus, die über 100 Tote forderte. Hinzu kamen brutale Übergriffe der Wachmannschaften, Misshandlungen und Morde. Unmenschliche Quälereien und Tötungen fanden teilweise in aller Öffentlichkeit vor den Augen der Einwohner von Hessental statt. Im KZ Hessental starben mindestens 182 Häftlinge durch Hunger, Krankheiten und Mord. Die Leichen wurden auf dem jüdischen Friedhof Steinbach begraben, wo heute ein Denkmal an sie erinnert.
Angesichts des Vormarschs der amerikanischen Streitkräfte über den Rhein in den Raum Nordwürttemberg räumte die SS das Lager am 5. April 1945 und trieb die Insassen im Hessentaler Todesmarsch unter dem Kommando des SS-Untersturmführers Heinrich Wicker in Richtung des Außenlagers München-Allach des KZ Dachau. Hierbei kam es erneut zu zahlreichen Morden und Todesfällen durch Entkräftung. Insgesamt fielen dem Todesmarsch etwa 150 bis 200 Häftlinge zum Opfer.

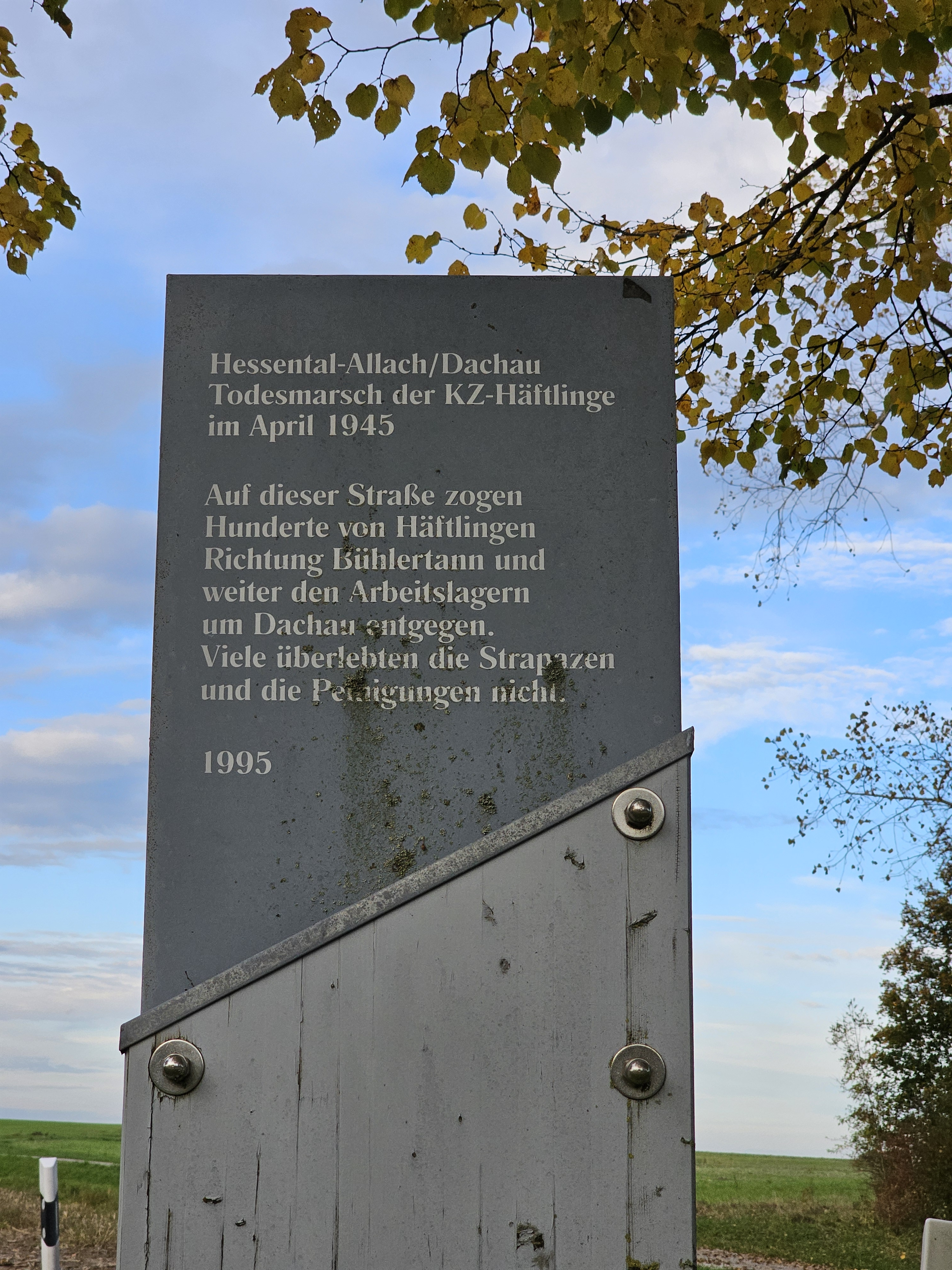
Gedenktafel Hessentaler Todesmarsch

Lagerkommandant August Walling wurde 1947 von einem französischen Gericht wegen Verbrechen gegen die Menschlichkeit zu einer Haftstrafe von 20 Jahren verurteilt, von denen er zehn absaß.
Nach Kriegsende befand sich lange Zeit ein Schrottplatz auf dem Gelände des ehemaligen Konzentrationslagers. Seit 2001 besteht dort eine Gedenkstätte mit einer Ausstellung in einem Eisenbahnwaggon, die von der Initiative KZ-Gedenkstätte Hessental e. V. getragen wird. Die Gedenkstätte ist Gründungsmitglied des Verbundes der Gedenkstätten im ehemaligen KZ-Komplex Natzweiler.